# Alex Christensen

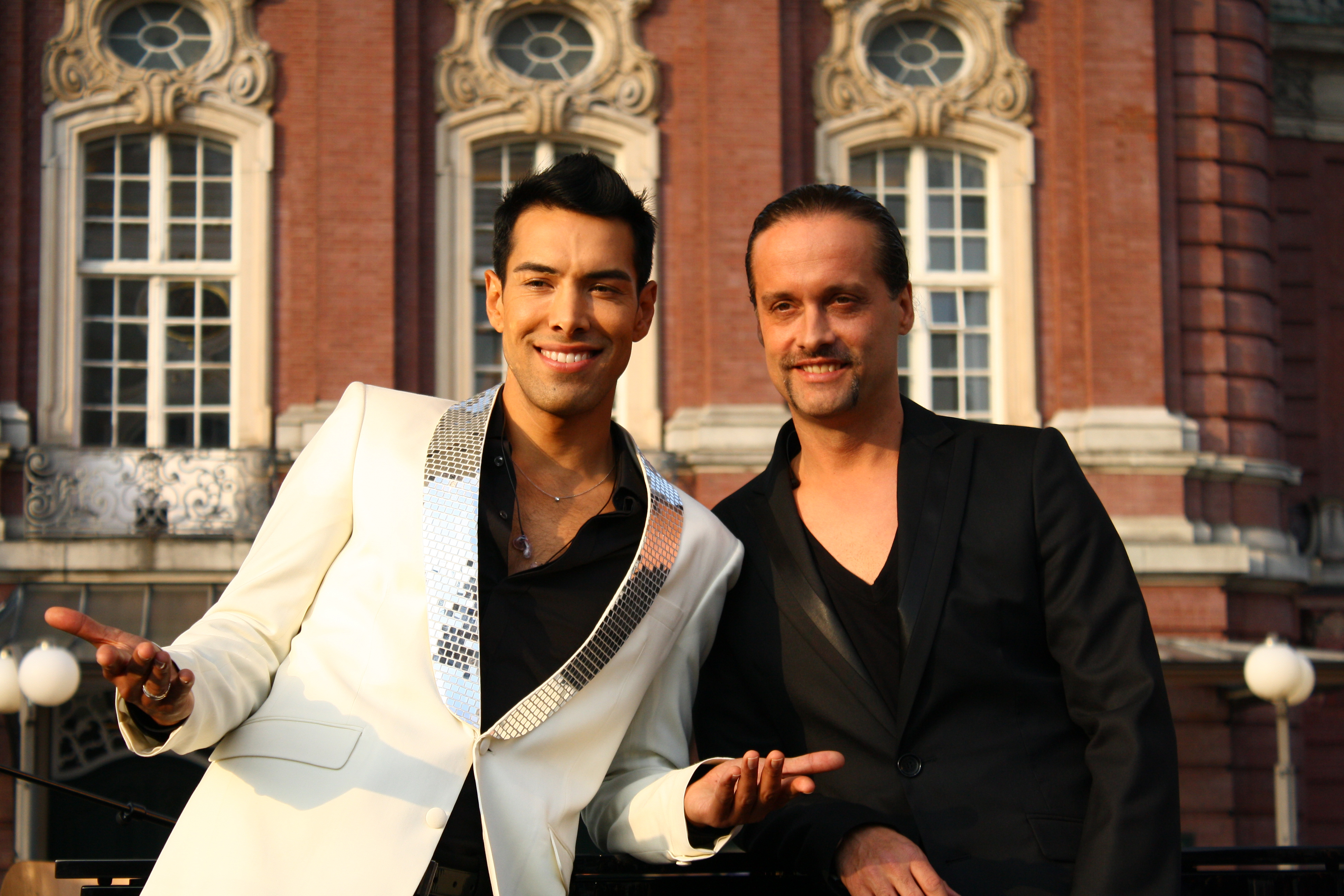
Alex Christensen (höger) och Oscar Loya. Tillsammans deltog de i ESC 2009.

Alex Jörg Christensen, född 7 april 1967 i Hamburg är en tysk musikproducent. Christensen är mest känd för att ligga bakom den tyska eurodancegruppen U 96, och för låten "Du hast den schönsten Arsch der Welt" från 2007. Han tävlade för Tyskland i ESC 2009 tillsammans med Oscar Loya. De kom på 20:e plats med 35 poäng. Tillsammans med Loya har han släppt albumet Heart 4 Sale.